# 扎普拉瓦
扎普拉瓦（羅馬化：Zaplava），曾名為波伊馬與秋魯平斯克，是烏克蘭赫爾松州赫爾松區奧萊什基市鎮內一個鄉村居民點。

## 名稱
蘇聯時期，該村被名為秋魯平斯克（烏克蘭語：Цюрупинськ），紀念在該村附近的奧萊什基（亦曾被更名為秋魯平斯克）的蘇共政治家亞歷山大·瞿魯巴。2016年5月19日，隨著烏克蘭去共化，烏克蘭最高拉達將秋魯平斯克更名為波伊馬（烏克蘭語：Пойма）。
2023年6月22日，因直接源於俄語音譯，烏克蘭國家語言標準委員會認定該村現名「波伊馬」不符合國家語言標準。波伊馬為該決定中建議更名的赫爾松州43個定居點之一。同年9月23日，奧萊什基市鎮政府開始討論將波伊馬更名為扎普拉瓦。「扎普拉瓦」一字與俄語「波伊馬」（俄语：Пойма）同義，意爲“河水汎濫地”。
2024年9月19日，乌克兰最高拉达将此村的名字改为扎普拉瓦。

## 歷史

### 俄羅斯入侵烏克蘭
2022年3月，俄羅斯入侵烏克蘭期間，該村被俄軍佔領。
2023年10月18日，烏軍據報在短暫性跨第聶伯河侵襲中奪取該村。

## 人口
根據1989年烏克蘭蘇維埃社會主義共和國人口普查，該村人口為145人，其中男性66人，女性79人。
根據2001年烏克蘭人口普查，該村人口為117人。

### 語言
根據2001年烏克蘭人口普查，該村人口母語如下：
| 語言     | 人數 | 人口百分比 |
| -------- | ---- | ---------- |
| 烏克蘭語 | 109  | 93.16%     |
| 俄語     | 8    | 6.84%      |